# Timeless Stories of El Salvador

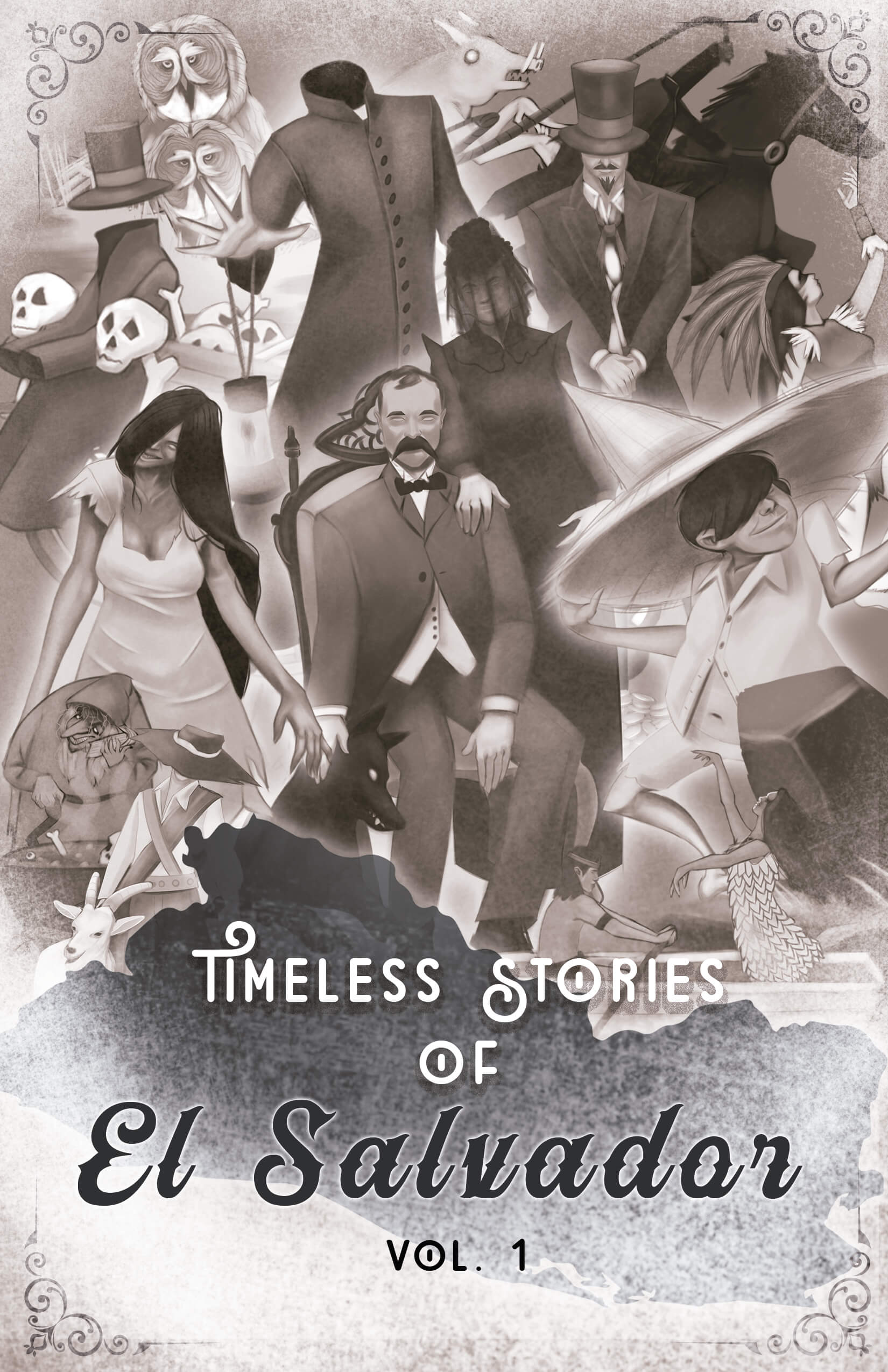
Englische Ausgabe von Band 1 (2020).

Timeless Stories of El Salvador, Zeitlose Geschichten aus El Salvador ist eine Reihe von Märchen und Legenden des salvadorianischen Autors Federico Navarrete. Der erste Band wurde 2020 in Łódź, Polen, und der zweite Band 2022 in Madrid, Spanien, veröffentlicht. Beide wurden unabhängig voneinander in Zusammenarbeit mit der Botschaft von El Salvador in Deutschland veröffentlicht.
Jeder Band enthält 31 Märchen und Legenden aus ganz El Salvador. Die meisten von ihnen wurden während des Aufenthalts des Autors in Polen in einem Blog niedergeschrieben und interpretiert. Die Geschichten beruhen auf seinen Erfahrungen in El Salvador und auf Büchern, Zeitungen, Enzyklopädien und Blogs, die er im Laufe der Jahre gelesen hat. Diese Buchreihe ist die erste Sammlung salvadorianischer Folklore in englischer Sprache.
Die Märchen und Legenden in Timeless Stories of El Salvador, der ersten Buchreihe von Federico Navarrete, konzentrieren sich auf städtische, koloniale und indigene Legenden (hauptsächlich von Pipil, Maya und Lenca) sowie auf Geschichten, die seit Generationen mündlich überliefert wurden. Jede Geschichte wurde mit Hilfe kultureller Intelligenz angepasst, um die nicht spanischsprachige Bevölkerung zu erreichen.
Die Buchsammlung wurde auf der Buch Wien 2022 in Wien, Österreich, präsentiert. Die Präsentation erfolgte in Zusammenarbeit mit dem Instituto Cervantes in Wien und der Botschaft von El Salvador in Österreich.